# انقلاب ناعم
الانقلاب الناعم، الذي يشار إليه أحيانًا بالانقلاب الصامت، هو انقلاب دون استخدام العنف، ولكنه يستند على مؤامرة أو مكيدة تهدف إلى الاستيلاء على سلطة الدولة بوسائل قانونية جزئيًا أو كليًا، لتسهيل تبادل القيادة السياسية وفي بعض الحالات النظام المؤسسي الحالي.

## تعريف
يُنسب مفهوم الانقلاب الناعم كاستراتيجية إلى عالم السياسة الأمريكي جين شارب، الأستاذ الفخري للعلوم السياسية بجامعة ماساتشوستس دارتموث والمرشح لجائزة نوبل للسلام، والذي كان مُنظِّرًا ومؤلفًا لأعمال عن ديناميكيات الصراع اللاعنفي. درس إمكانية إشعال وتوجيه وتعظيم قوة الانتفاضات الجماعية التي لم تدم طويلًا في بعض الأحيان، إذ حاول فهم كيف أن التمردات غير المسلحة ذات أهمية سياسية أكبر بكثير مما اهتم به المراقبون الذين يركزون على الحرب العسكرية.
وفقًا لأكسيل كايزر، المحامي التشيلي العضو في معهد ميزس، غالبًا ما يكون الانقلاب الناعم جزءًا من نظرية المؤامرة التي يستخدمها الشعبويون في أمريكا اللاتينية الذين يسعون إلى مركزية السلطة ولكنهم يفعلون ذلك بحجة تحسين الديمقراطية. يجادل كايزر بأن منطق قادة أمريكا اللاتينية هو أن الديمقراطية يجب أن تكون نظامًا حيث يجب أن تكون الإرادة العامة مطلقة، وأن الزعيم الشعبوي يصف نفسه بأنه ممثل الإرادة العامة بحكم انتخابه من قبل الشعب. يقول كايزر إن هؤلاء القادة يشعرون أن إرادة القائد تساوي الإرادة العامة، وأن أي قيود على إرادة القائد هي أيضًا حد للإرادة العامة نفسها. في هذا السيناريو، يُفترض أن تُعامل معارضة الزعيم على أنها عمل ضد الديمقراطية، يمكن استخدامه لتبرير اضطهاد المعارضة، والتأميم الإجباري، والقيود المفروضة على حرية الصحافة -وهو مفهوم للديمقراطية يتعارض مع المفهوم السابق في الولايات المتحدة، والذي يعتبر بدلًا من ذلك أن الحكام يجب أن يكون لديهم حدود لسلطتهم، ولكنهم يتعارضون أيضًا مع حقوق الأقليات.
نظرًا لوقوع العديد من الانقلابات العسكرية في أمريكا الجنوبية خلال القرن العشرين، ولا سيما خلال الحرب الباردة، هناك تصور لهذه الانقلابات على أنها أحداث سلبية. إذ يثير إرث عملية كوندور عدم الثقة بين عامة الناس. وبينما يعزو أنصار الزعماء المبعدين الانقلابات القديمة في كثير من الأحيان إلى المؤلفين المعممين بدلًا من المؤلفين المحددين (مثل الصحافة، والقطاع الخاص في الاقتصاد، والقضاء، والإمبريالية)، فإنهم يميلون إلى الزعم بأن الانقلابات المزعومة هي عبارة عن محاولات من قبل هؤلاء المؤلفين أنفسهم.